# بريداتسو
بريداتسو (بالإيطالية: Predazzo، وتعني حرفياً المرج الكبير) هي قرية وبلدية في مقاطعة ترينتو، شمال إيطاليا. تقع بريداتسو على بعد حوالي 58 كم شمال شرق ترينتو في وادي فييمي [الإنجليزية].
وهي واحدة من المراكز الرئيسية في فال دي فييمي (المركز الآخر هو كافاليسي)، وهي أكثر قرى الوادي اتساعاً واكتظاظاً بالسكان. كما أنها مركز تجاري وتقاطع طرق هامة بين وديان فييمي وفاسا ومنطقة بريميرو.
بريداتسو هي أيضاً موطن باستيفسيو فيليسيتي، صانع المعكرونة.

## الجغرافيا

### الإقليم والمناخ

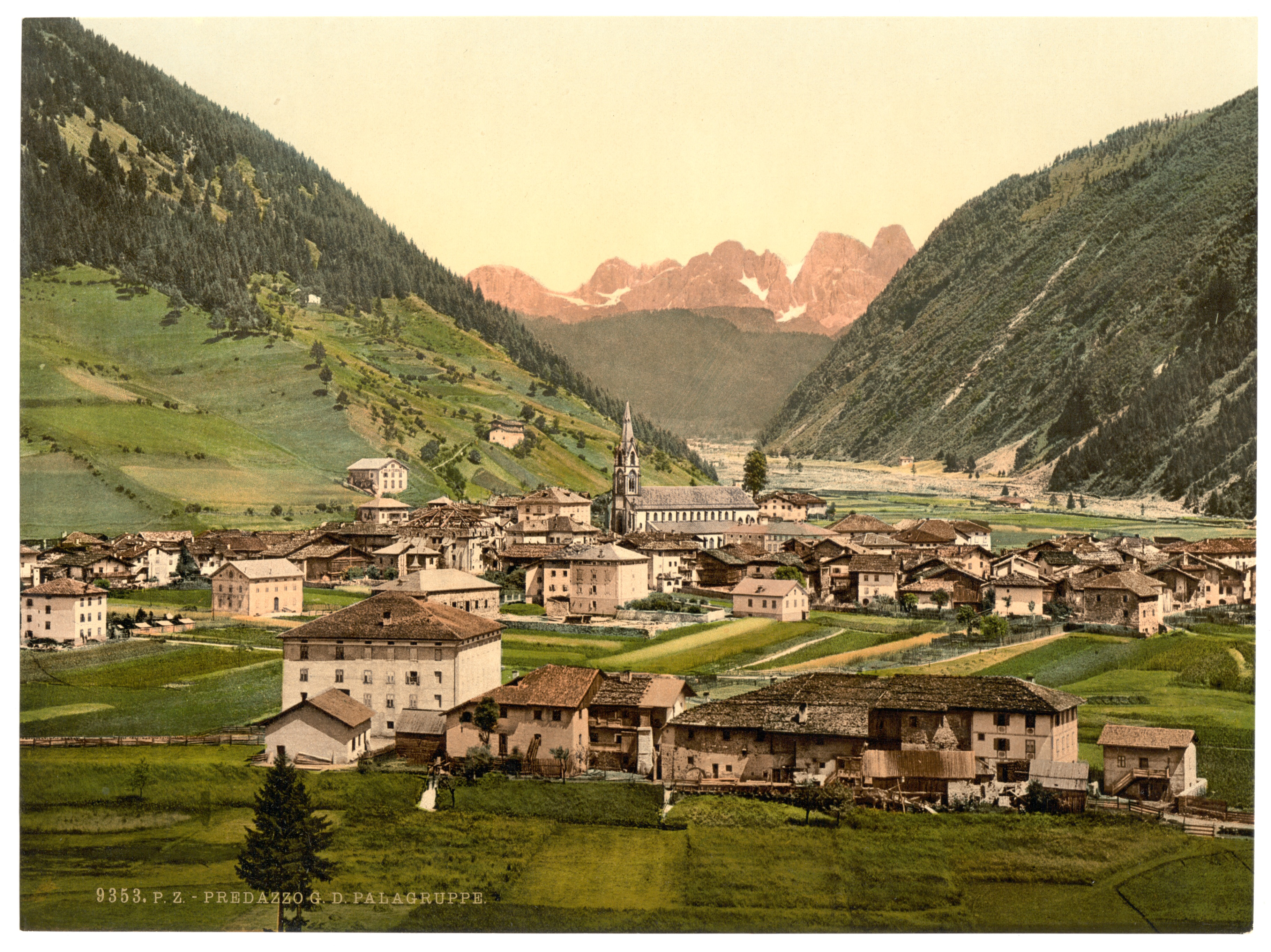
بريداتسو بين عامي 1890 و1900

تتشارك حدود بريداتسو مع البلديات التالية: موينا، تيسيرو، بانشيا، زيانو دي فييمي، بريميرو سان مارتينو دي كاستروزا، كانال سان بوفو، نوفا ليفانتي ونوفا بونينتي. وتقع عند ملتقى نهر ترافينولو من سلسلة الدولوميت في بالي دي سان مارتينو، في نهر أفيسيو، من أعلى نهر مارمولادا، وهو أعلى نهر فال دي فييمي.
تعد أراضي بريداتسو جزءاً من متنزه بانيفغيو-بالي في سان مارتينو الطبيعي وحي ماغنيفيكا كوميونيتا دي فيمي ومنطقة وادي فييمي (سي1).
تصل درجات الحرارة الدنيا والقصوى خلال العام بأكمله إلى -21 درجة مئوية (-6 درجة فهرنهايت) و+38 درجة مئوية (100 درجة فهرنهايت).

### التشكل والجيولوجيا
نشأ تشكل بريداتسو المميز منذ حوالي 200 مليون سنة، بعد ثوران بركان. ثم تغير شكل المنطقة بسبب ظواهر جوية مختلفة (مثل التعرية والتجلد). وبالتالي تقع بريداتسو في قلب الدولوميت، بين مجموعات جبال لاجوراي ولاتيمار وبالي دي سان مارتينو - وهي جزء من جبال الدولوميت. والتي اعترفت اليونسكو بها كموقع للتراث العالمي.
لاحظ الجيولوجي الإيطالي جوزيبي مارزاري بنكاتي في بداية القرن الثامن عشر، أن الجرانيت والحمم البركانية والرواسب البحرية كانت موجودة بالكامل في هذه المنطقة. أدى اكتشاف القيمة الجيولوجية للدولوميت إلى جذب المزيد والمزيد من العلماء والباحثين من جميع أنحاء أوروبا، مما جعل بريداتسو وجهة هامة للجيولوجيا. ومن بين هؤلاء: ألكسندر فون هومبولت، وفرديناند فون ريتشهوفن، ود. دي دولوميو [الإنجليزية]، وم. م. غوردون.

## القرى والأماكن
تنقسم بريداتسو إلى 8 أحياء وتضم 6 قرى صغيرة: بيلامونتي، وبانيفجيو، وميزافالي، وفول، وكوست، وزالونا. بي دي بارداك (بي دي بريداتزو) هي المركز التاريخي وتقع بين سومافيلا ومولين. تقع مولين في الجزء الغربي من بريداتسو، عند سفح جبل بيلينزانا، وتستمد اسمها من وجود المطاحن والقنوات في أوائل القرن العشرين. استغل العديد من المصنعين في الواقع، القوة الهيدروليكية على مجرى المياه المنقولة في القنوات قبل ظهور الضوء الكهربائي.
تعتبر سومافيلا (سومافيلا)، الواقعة بالقرب من الساحة، جزءاً من المدينة القديمة وتمثل نهاية وادي ترافينولو.
بوز هي منطقة حديثة جداً، قريبة من القناة المائية البلدية شمال بريداتزو وعند سفح جبل مولات. يوجد بجوارها مصنع بيريرا الذي أخذ اسمه بسبب وجود مصنع جعة (مغلق حالياً) بالقرب من المخرج إلى الشمال من بريداتسو. يبدو أن بورجونوفو هي الجزء الأحدث من بريداتسو. تم بناء منازل جديدة بالقرب من ملاعب سباق الخيل وكرة القدم. تقع جنوب بريداتسو.

## المعالم الرئيسية
تعد بريداتسو موطناً لمتحف جيولوجي للدولوميت، والذي يمنح الضيوف الفرصة للتعرف على الخصائص الجيولوجية والمعدنية لهذه المنطقة الجبلية. هناك أيضاً مسارات تعليمية وثقافية ذات صلة، مثل غيوترايل دوس كابيل، وهو أقدم مسار في إيطاليا يركز على الجيولوجيا.
يقع حصن دوساكيوعلى الطريق من البلدة إلى باسو روللي، إلى جانب التحصينات النمساوية من الحرب العالمية الأولى.

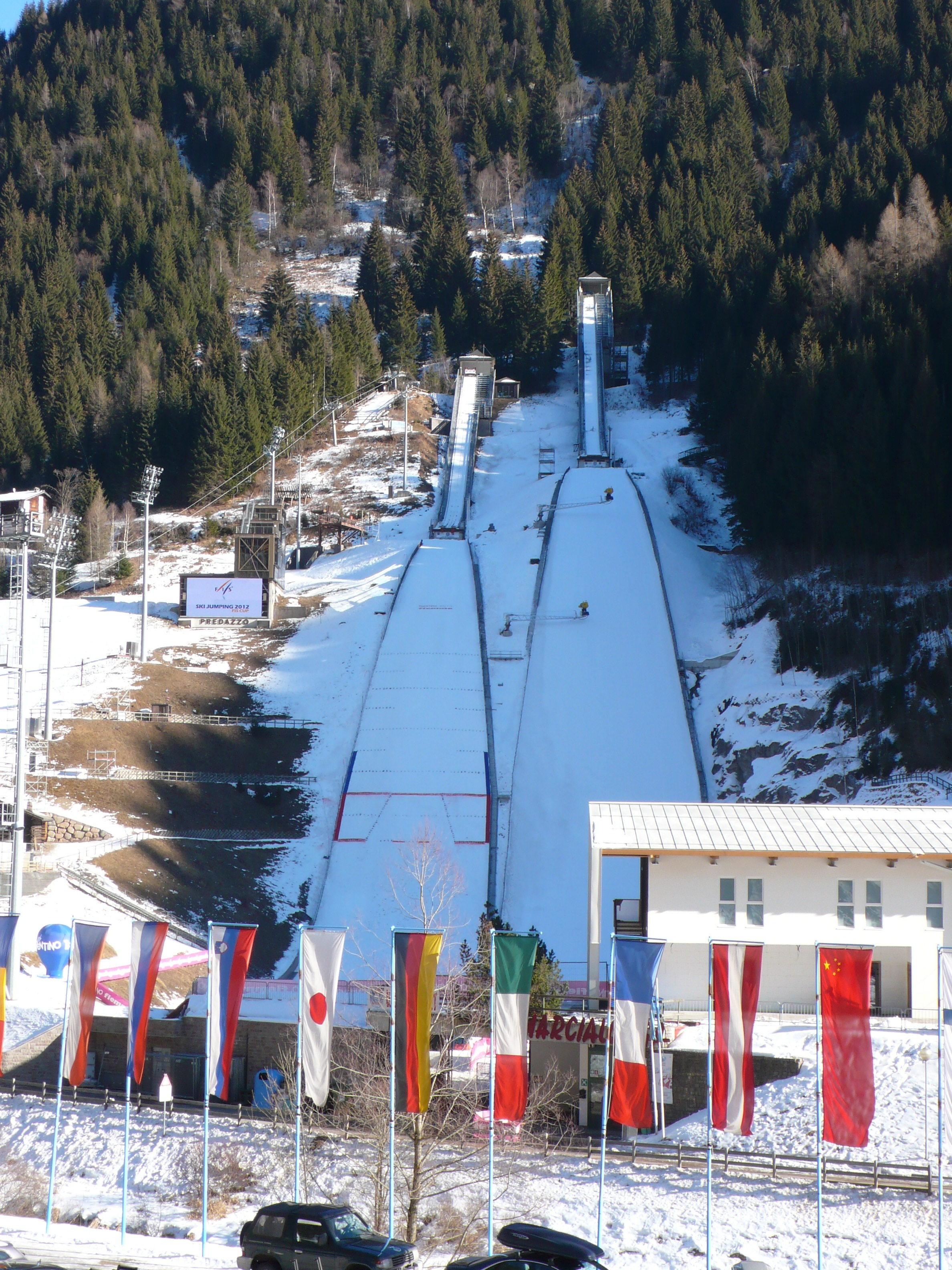
جوزيفي دال بين، تلال بطولة العالم

### الأحداث التقليدية

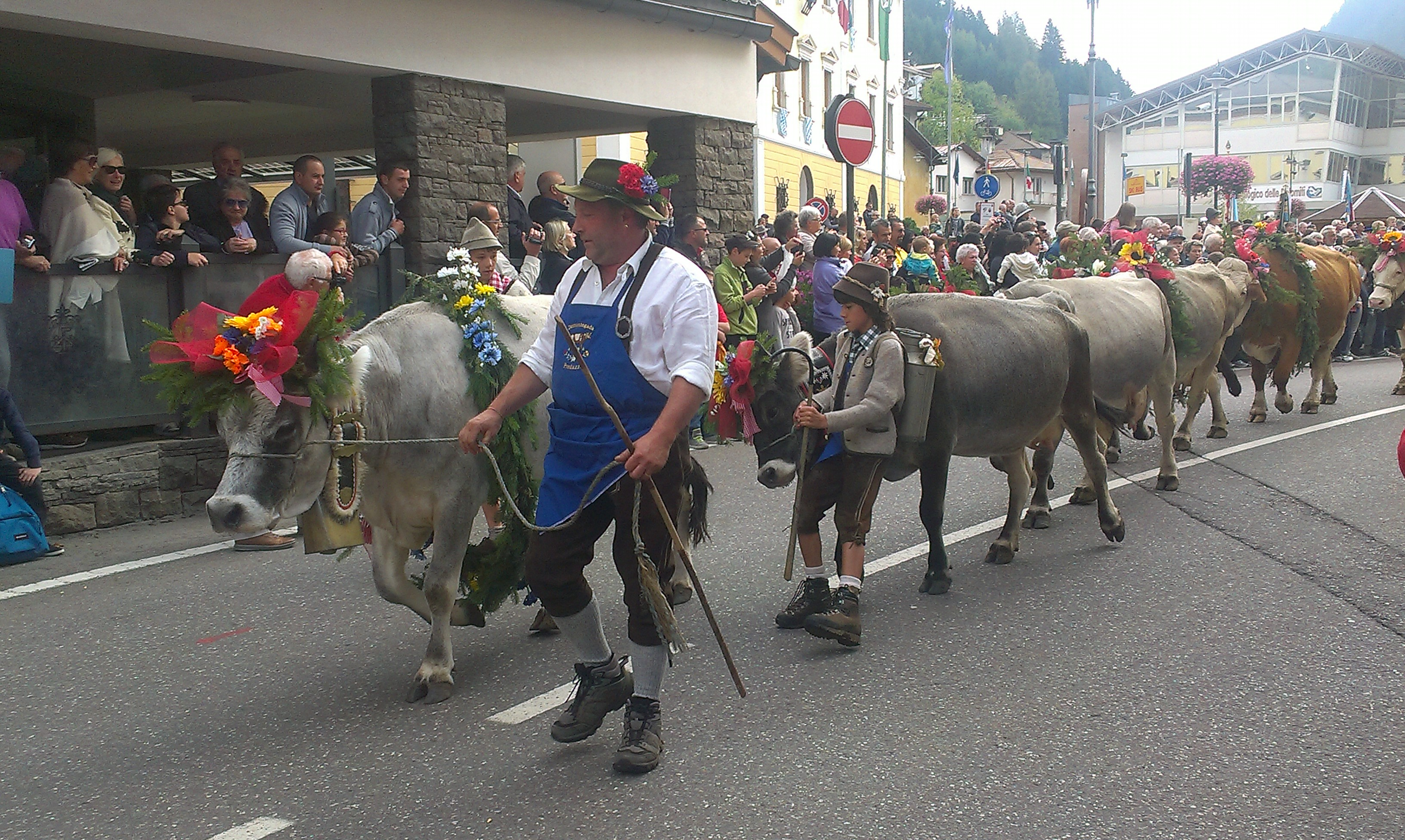
الترحال الجبلي في ترينتينو جنوب تيرول

هناك أيضاً أحداث تقليدية مختلفة خلال العام:
- كاتانوك إن فيستا، وهو مهرجان تذوق طعام وإحياء ذكرى تاريخية.
- الألعاب النارية في سانت مارتن (11 نوفمبر)، يُحتفل بها بإشعال نيران ضخمة وموكب.
- سوق سانت جيمس (25 يوليو)
- ديزمونتيغادا دي فيش (بداية أكتوبر)، حلقة من الترحال الجبلي حيث تُعاد الماشية إلى الوديان بعد موسم الصيف في المراعي المرتفعة.

## المدن التوأم
- هآلبيرغموس، ألمانيا، منذ 1994
- فيريري، إيطاليا، منذ 2005 (صداقة)

## القفز التزلجي
تُقام رياضة القفز التزلجي في البلدة ومنافسة القفز التزلجي ضمن التزلج الشمالي المزدوج في بطولة العالم للتزلج الشمالي 1991 وبطولة العالم للتزلج الشمالي 2003. كما أقيمت مرة أخرى في بطولة العالم للتزلج الشمالي 2013 الجارية.

## أعلام
- إيفو بيرتيلي [الإنجليزية]، مُتزلج

## روابط خارجية
- الموقع الرسمي باللغة الإيطالية